# AppImage
AppImage — формат для поширення переносних застосунків для Linux. Також намагається створити середовище розгортання дистрибутивно-незалежних двійкових файлів, яке названо Upstream. Вперше представлено як klik 2004 року, 2011 року перейменовано на PortableLinuxApps і 2013 року, остаточно, на AppImage.

## Опис

### Мета
AppImage прагне стати системою запуску застосунків для Linux з такими перевагами: простота, двійкова сумісність, незалежність від дистрибутиву, запуск без установлення, запуск без прав суперкористувача, переносність та збереження операційної системи незміненою.

### Властивості
AppImage не передбачає встановлення у звичному значенні цього слова. AppImage не розміщує файли програми в системних папках, а використовує один стиснутий файл. Під час запуску файлу він монтується під FUSE. Ця поведінка зберігалася від початку існування проєкту, і раніше використовувалося в klik і PortableLinuxApps.
Кожен застосунок самодостатній: він включає всі бібліотеки, від яких залежить. Стандарт AppImage 1.0 являв собою ISO-образ стандарту Rock Ridge (zisofs), що включає мінімальний AppDir і невелику бібліотеку середовища виконання. Друга версія може використовувати інші файлові системи, такі як SquashFS.

## Історія

### klik

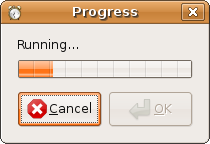
klik запускає програму

Першим попередником AppImage був klik, який 2004 року розробив Симон Пітер (англ. Simon Peter). Застосунок на боці клієнта мав ліцензіюGPL. klik інтегрувався в браузер, користувачі могли завантажувати та встановлювати застосунок, просто ввівши посилання, що починається з klik://. Ця дія запускала процес завантаження «рецепту» — файлу, який допомагав генерувати файл формату .cmg. Для генерування використовували переважно файли формату .deb із репозиторію Debian Stable, завдяки чому використання одного файлу-рецепту забезпечувало покриття більшості платформ. klik умів запускати не більше 8 програм одночасно, оскільки існувало обмеження ядра Linux, яке не давало змоги підключати більше 8 образів одночасно. Обійти це обмеження можна було за допомогою FUSE. Образи перепідключалися при кожному запуску, не залишаючи за собою нічого, тому видалити програму можна було просто видаливши файл .cmg. Друга версія klik була покликана виправити проблему множинних підключень, але не вийшла навіть із стадії бета. На 2011 рік проєкт було заморожено, і домашня сторінка пішла в офлайн.

### PortableLinuxApps
Симон Пітер запустив проєкт PortableLinuxApps, який мав подібну:
Технологію адаптували для проєкту portablelinuxgames.org, де зберігалися ігри з відкритими кодами для Linux.

### AppImage
Близько 2013 року продукт вирішено перейменувати на AppImage і змінити ліцензію на MIT. Формат та специфікація тепер мають конкретну реалізацію, яку викладено у відкритий доступ.

## Вплив
2007 року klik вплинув на Олександра Ларссона (англ. Alexander Larsson), який створив проєкт glick — попередника flatpak, випущеного 2016 року.

## Приклади застосунків
- Subsurface(інші мови) — Лінус Торвальдс 2015 року застосував AppImage для переведення Subsurface у режим переносного застосунку[14][15].
- MuseScore — від квітня 2016 року випускається у вигляді AppImage-образа[16].
- Krita — від версії 3.0 також має версії AppImage[17].
- digiKam — відкритий застосунок для керування світлинами, також має збірки в AppImage від версії 5.3.[18]
- OpenShot — Браян Люндюк (англ. Bryan Lunduke) схвально відгукнувся про випуск OpenShot у вигляді AppImage[19].
- LMMS[en] — цифрова звукова робоча станція з відкритим сирцевим кодом також від версії 1.2.0-RC5 почала використовувати AppImage[20].
- RPCS3 — популярний емулятор PS3 для Linux, поширюється як AppImage.
- FreeCAD — параметрична САПР загального призначення з відкритим сирцевим кодом, використовує AppImage як основний варіант двійкового завантаження для Linux[21].
- OpenSCAD[en] — ще одна параметрична САПР загального призначення з відкритим сирцевим кодом, також використовує AppImage як варіант двійкового завантаження Linux[22].
- OpenRGB — застосунок із відкритим сирцевим кодом для керування RGB-підсвіченням у ПК[23].
- Linphone — клієнт IP-телефонії.